# Сенцово (станция)
Сенцо́во — железнодорожная станция в селе Сенцово Липецкого района Липецкой области.
Была построена в 1868 году с открытием линии Грязи — Елец.
Станция находится в центре села, имеет выход к кондитерской фабрике Roshen и пересадку на автобус № 125, следующий до автовокзала «Липецк».

## Расписание станции
| Направление              | Прибытие | Отправление | Прибытие на конечный пункт | Дни следования |
| ------------------------ | -------- | ----------- | -------------------------- | -------------- |
| Грязи-Воронежские — Елец | 08:29    | 08:30       | 09:59                      | ежедневно      |
| Елец — Грязи-Воронежские | 19:43    | 19:44       | 21:16                      | пн-сб          |
| Елец — Грязи-Воронежские | 18:24    | 18:25       | 19:47                      | воскресенье    |